# NGC 6077
NGC 6077 (również PGC 57408 lub UGC 10254) – galaktyka eliptyczna (E), znajdująca się w gwiazdozbiorze Korony Północnej. Odkrył ją Albert Marth 24 czerwca 1864 roku. Jest zaliczana do radiogalaktyk.